# Pico do Facho
Pico do Facho este o arie protejată (sit de importanță comunitară — SCI) din Portugalia întinsă pe o suprafață de 118,03 ha, integral pe uscat.

## Localizare
Centrul sitului Pico do Facho este situat la coordonatele 32°43′26″N 16°44′56″W / 32.724°N 16.749°V.

## Înființare
Situl Pico do Facho a fost declarat sit de importanță comunitară în decembrie 2015 pentru a proteja 1 specie de plante și 10 specii de animale.

## Biodiversitate
Situată în ecoregiunea , aria protejată conține 4 habitate naturale: Faleze cu floră endemică de pe coastele macaroneziene, Pajiști macaroneziene cu vegetație endemică, Tufărișuri termo-mediteraneene și de pre-deșert, Păduri de Olea și Ceratonia.
La baza desemnării sitului se află mai multe specii protejate:
- plante (1): Phagnalon saxatile
- păsări (10): Apus pallidus, stârc cenușiu (Ardea cinerea), Calonectris diomedea, măcăleandru (Erithacus rubecula), cinteză (Fringilla coelebs), vrabie negricioasă (Passer hispaniolensis), Serinus canaria, silvie cu cap negru (Sylvia atricapilla), Sylvia conspicillata, mierlă (Turdus merula)

Pe lângă speciile protejate, pe teritoriul sitului au mai fost identificate 23 de specii de plante, 15 specii de păsări, 3 specii de mamifere, 19 specii de nevertebrate, 1 specie de reptile.